# Boggerik
Boggerik (auch: Bigiren-tō, Bikren Island) ist eine Insel des Kwajalein-Atolls in der Ralik-Kette im ozeanischen Staat der Marshallinseln (RMI).

## Geographie
Das Motu liegt im nördlichen Riffsaum des Atolls zwischen Bigi und Boggerlap an der Boggerik Passage (Errob Pass, Yorupoppu Passage). Die Insel selbst ist ca. 400 lang und maximal 200 m breit. Südlich des Kanals liegt die Riffkrone Bokkukaaro.

## Klima
Das Klima ist tropisch heiß, wird jedoch von ständig wehenden Winden gemäßigt. Ebenso wie die anderen Orte der Kwajalein-Gruppe wird Boggerik gelegentlich von Zyklonen heimgesucht.